# Theridiosoma lopdelli
Theridiosoma lopdelli är en spindelart som beskrevs av Marples 1955. Theridiosoma lopdelli ingår i släktet Theridiosoma och familjen strålspindlar.
Artens utbredningsområde är Samoa. Inga underarter finns listade i Catalogue of Life.